# St. Michael (Frankfurt-Nordend)

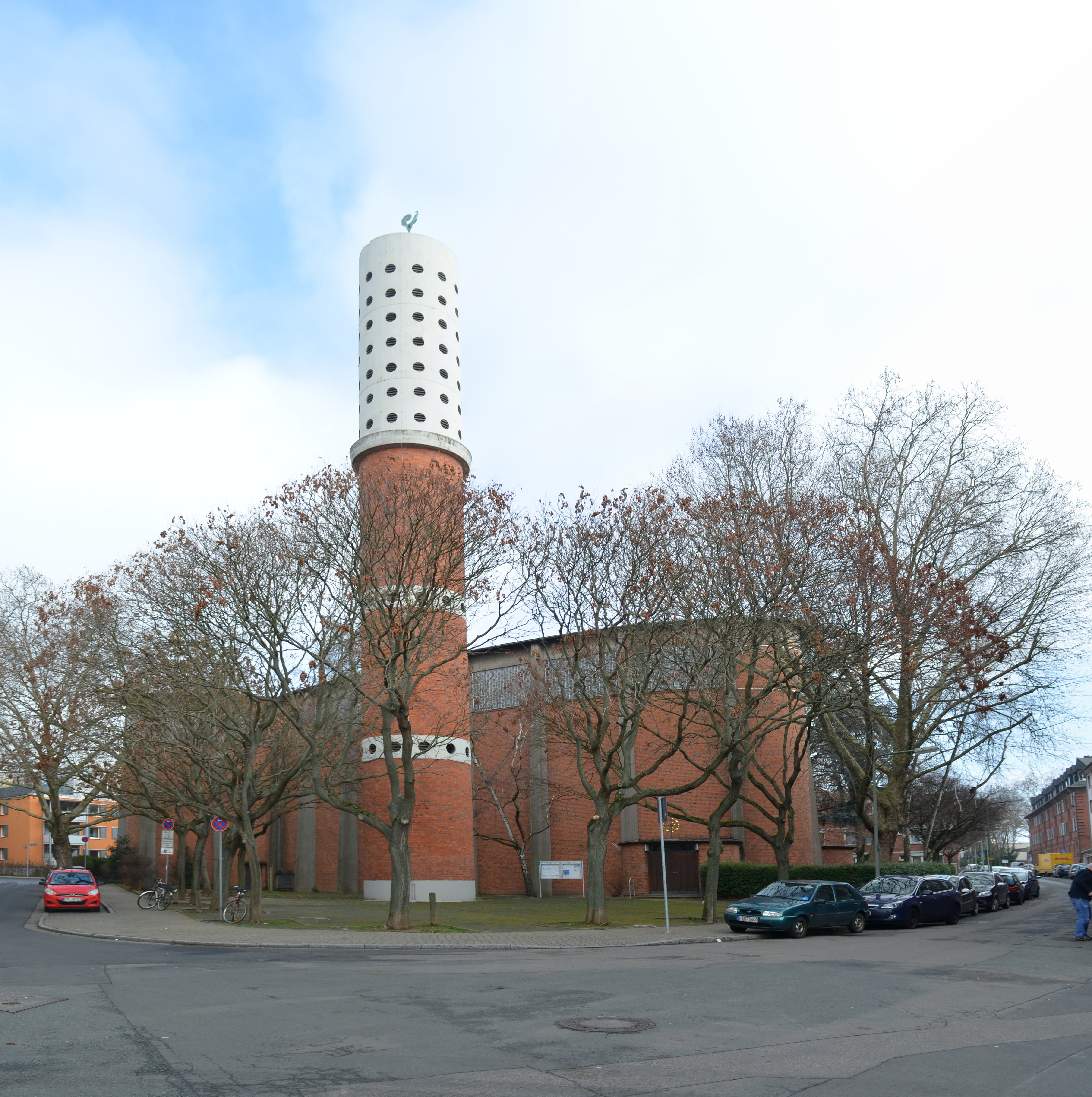
Kirche St. Michael von Südwesten

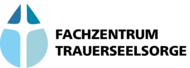
Logo des Fachzentrums Trauerseelsorge St. Michael

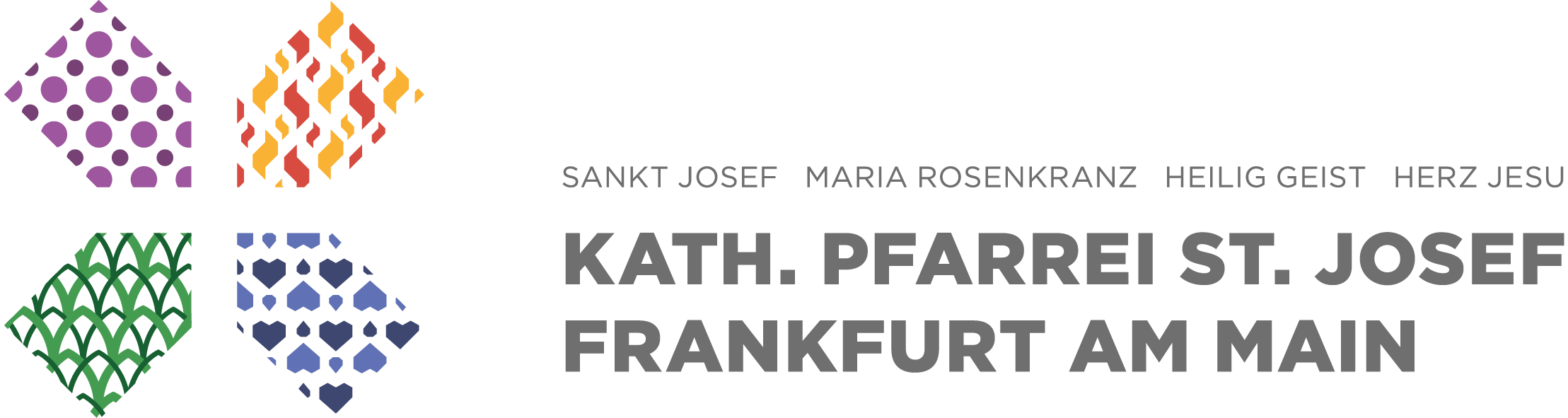
Logo der Gesamtpfarrei St. Josef Frankfurt

Logo des Bistums Limburg

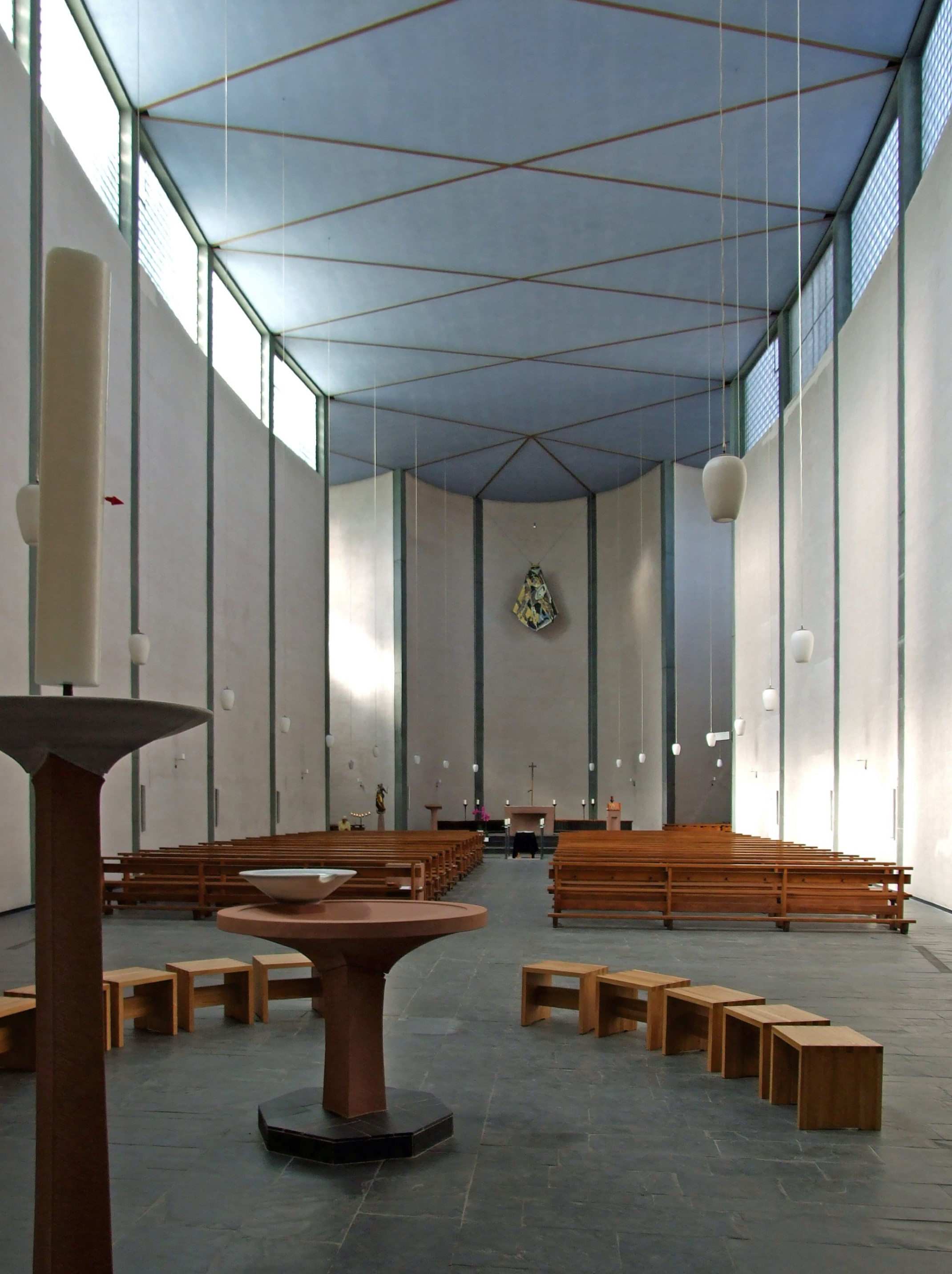
Innenraum (2009)

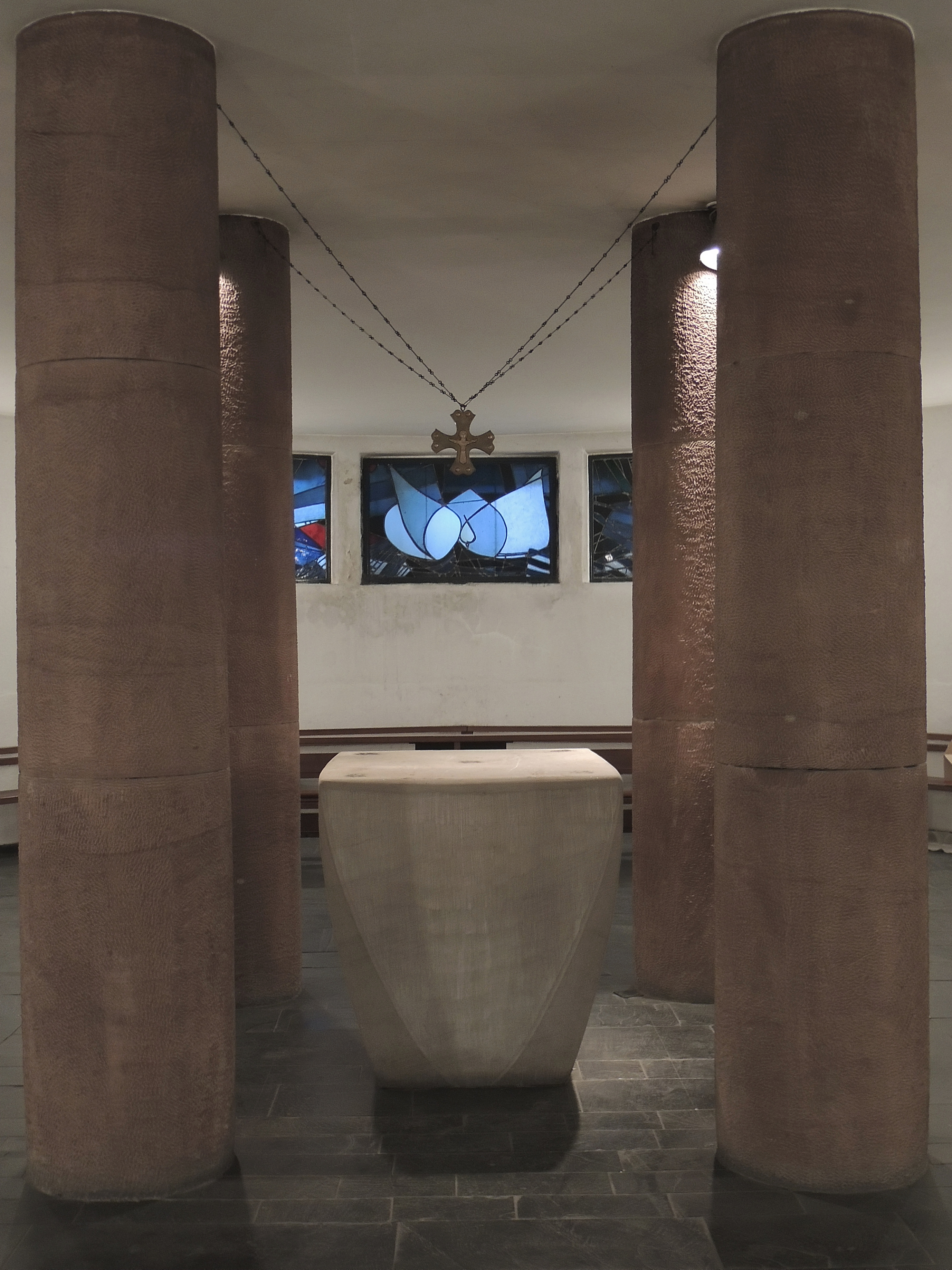
Blick in die Krypta

St. Michael ist eine römisch-katholische Kirche im Stadtteil Nordend von Frankfurt am Main. Sie war seit 2007 Filialkirche der Pfarrei St. Josef Frankfurt am Main. Sie ist heute als Profilkirche das Fachzentrum für Trauerseelsorge des Bistums Limburg und in dessen direkter Trägerschaft. Ab 2025 ist sie die erste Begräbniskirche in Hessen. Die Kirche ist ein Kulturdenkmal nach dem Hessischen Denkmalschutzgesetz.

## Geschichte

### Entstehung
Bereits 1934 existierten Überlegungen, die im Frankfurter Nordend bereits existierende Kirche St. Bernhard durch einen Kirchenneubau zu entlasten. 1937 wählte der damalige Bischof von Limburg Antonius Hilfrich als Patrozinium für die neu zu bauende Kirche den Erzengel Michael aus. 1939 wurde das heutige Grundstück durch Tausch erworben. In der Nachkriegszeit wurde 1952 von Bischof Wilhelm Kempf die Genehmigung für einen Neubau erteilt. St. Michael wurde als Pfarrkirche unter Beteiligung der Priestergemeinschaft Oratorium des Heiligen Philipp Neri geplant. In einem Architekturwettbewerb wählte man 1952 den Entwurf von Rudolf Schwarz aus 30 Entwürfen aus. Schwarz galt als Baumeister der Liturgischen Bewegung. Die für neue Gottesdienstformen bekannten Oratorianer hatten somit den passenden Architekten für einen ambitionierten Neubau gefunden. Der Entwurf sah vor, dass der Altar im Zentrum des Raumes platziert werden sollte, eine Anordnung, die sich erst etwa zehn Jahre später mit dem Zweiten Vatikanischen Konzil durchsetzte.
Am 22. Juli 1953 wurde der erste Spatenstich durchgeführt und am 23. August 1953 die Grundsteinlegung der skulptural freistehenden Kirche durchgeführt. Der Grundstein stammt aus der Mutterkirche St. Bernhard. Am 14. Dezember 1953 konnte das Richtfest gefeiert werden. Am 23. und 24. Oktober 1954 wurde die Kirche von Bischof Wilhelm Kempf konsekriert und der Hauptaltar erhielt Reliquien. Am 1. November 1954 wurde St. Michael eine eigenständige Pfarrgemeinde. Von der Gründung bis 1972 war Alfons Kirchgässner Pfarrer an St. Michael. Das angegliederte Pfarrhaus konnte 1956 fertiggestellt werden. Ab dem 27. September 1956 hatte das Frankfurter Oratorium bis 2019 dort seinen Sitz. Die Orgel mit 30 Registern wurde von der Firma Förster & Nicolaus aus Lich im Jahr 1960 erbaut. Den Campanile ergänzte der Architekt Wimmenauer 1962. Die Kirchenglocken wurden am 15. März 1964 geweiht.
In der Folgezeit wurden mehrmals Setzungen des Bodens ausgeglichen und das Glasbaustein-Lichterband repariert, die Fußbodenheizung erneuert und das Pfarrhaus aufgestockt. Außerdem wurden der Innenraum renoviert und der Kirchturm saniert. Im Jahr 2009 wurde das Gebäude renoviert.

### Entwicklung im 21. Jahrhundert
Mit der Einrichtung des Zentrums für Trauerseelsorge verlor die Kirche St. Michael 2007 ihre bisherige Rolle als Pfarrkirche. Seit dem Sommer 2007 war St. Michael Filialkirche der Bornheimer Pfarrei St. Josef. Das bisherige Gemeindegebiet wurde unter den Gemeinden St. Bernhard (Frankfurt-Nordend), St. Josef (Frankfurt-Bornheim) und St. Christophorus (Frankfurt-Preungesheim) aufgeteilt. Zu dem neuen Gemeindegebiet von St. Josef gehört außerdem das Gebiet der ehemaligen Pfarrgemeinde Heilig-Kreuz. Die Muttergemeinde St. Josef in Bornheim und die Nachbarpfarrei Maria Rosenkranz in Seckbach bildeten zunächst den gemeinsamen Pastoralen Raum Frankfurt-Bornheim. Dieser wurde zum Jahresbeginn 2012 um die beiden Pfarreien Heilig-Geist im Riederwald und Herz-Jesu in Fechenheim zum Pastoralen Raum Frankfurt-Ost erweitert. Dieser bestand bis zum 31. Dezember 2014.
Zum 1. Januar 2015 wurde aus den vier Pfarreien des Pastoralen Raumes Frankfurt-Ost St. Josef in Bornheim, Maria Rosenkranz in Seckbach, Heilig-Geist im Riederwald und Herz-Jesu in Fechenheim eine Pfarrei neuen Typs unter dem Namen St. Josef Frankfurt am Main mit den Kirchorten Sankt Josef Bornheim, Maria Rosenkranz Seckbach, Heilig Geist Riederwald und Herz Jesu Fechenheim geschaffen. Dazu gehört die Zentralisierung bestimmter Aufgaben, wie des Pfarrsekretariats. Die Pfarrei hatte zu diesem Zeitpunkt ca. 16.500 Mitglieder. Die Kirche St. Michael ist eine heute Profilkirche in direkter Trägerschaft des Bistums. Durch ihre Lage im Gebiet der Pfarrei neuen Typs St. Josef Frankfurt am Main war sie gleichzeitig deren Filialkirche. Die Gebäude werden von der Stadtkirche Frankfurt am Main verwaltet.

## Architektur
Im nordöstlichen Nordend liegt die Kirche in einem Wohngebiet am Übergang zwischen expressionistischen Siedlungsbauten der 1920er Jahre und Wohnzeilen der Nachkriegszeit auf einem Grundstück an der Ecke Gellertstraße / Rotlintstraße. Das nord-süd-gerichtete Gotteshaus ist im Grundriss als gerundete Kreuzform konzipiert. Die geschwungene Sonderform hebt sich von den umgebenden Siedlungsbauten ab und nimmt dennoch mit der Klinkerfassade Bezug auf die expressionistischen Wohnhäuser in Backstein. Bei dem tragenden Gerüst handelt sich um einen Skelettbau mit armierten Stahlbetonstützen. Das elliptische Kirchenschiff schließt im Norden mit einem dreifach gerundeten Chor ab. Auf dem südwestlich gelegenen Kirchplatz steht der zylindrische Glockenturm als weithin sichtbarer Blickfang. Das äußere Erscheinungsbild der Kirche ist durch rote Klinkermauern zwischen schlanken grauen Betonstreben gekennzeichnet. Unterhalb der Traufe des Flachdachs gliedert ein Band aus Glasbausteinen die Fassade. Zwei niedrige Eingänge im Süden greifen mit ihrer halbrunden Form das gestalterische Hauptmotiv auf.
Nach einer niedrigen Eingangszone tritt man in den weiten, geschwungenen Innenraum. Die Idee für die Raumfolge und Lichtführung der Kirche hatte Schwarz bei einer Wanderung durch die Aareschlucht. Das Innere ist hell verputzt und durch graugrüne Betonstreben gegliedert. Das hochliegende Lichtband aus Glasbausteinen sorgt für eine gleichmäßig helle Ausleuchtung von oben. Die flache, himmelblaue Decke ist durch goldene Stege unterteilt, die wie ein Gewölbe gestaltet sind. Der Boden ist mit schwarzen Platten aus Schiefer belegt.
Der durch drei Stufen erhöhte Altar, den die Architektin Maria Schwarz gestaltete, liegt im Zentrum des Dreikonchenchors. In der östlichen Konche befindet sich die Orgel und in der westlichen Konche eine Werktagskapelle. Die niedrige 3 m hohe Krypta unter der Altarinsel ist durch vier kräftige Säulen gekennzeichnet und enthält einen von vier Säulen eng umstandenen Altar mit Reliquien des Apostels Matthias. Die Unterkirche wird nur von drei Buntglasfenstern belichtet, die der Glasmaler Georg Meistermann (1911–1990) gestaltete. In abstrakter, symbolhafter Bildsprache thematisieren die Fenster Der Geist Gottes schwebt über dem Wasser, Sende aus deinen Geist und Es entsteht eine neue Schöpfung.

## Ausstattung

### Gemeindekirche bis 2007
Der Hauptaltar von Maria Schwarz ist so konzipiert, dass der Zelebrant ihn von allen vier Seiten nutzen kann. Das von Elisabeth Treskow geschaffene mit Gemmen besetzte Kreuz kann auf allen vier Seiten des Altars im Boden befestigt werden. Im Scheitel der Altartribüne befindet sich der Priestersitz von Karl Wimmenauer. Von Ewald Mataré (1887–1965) stammen der kupferne Wetterhahn auf dem Kirchturm (1962), die Türgriffe aus Bronzeguss (1954) an den Eingangstüren, die Opferstockplatte neben dem südwestlichen Eingang mit dem Heiligen Antonius und ein Vortragekreuz (1953). Die Mosaiken des Heiligen Michael in der Chorapsis und der auferstandene Christus (beide 1956) beim Taufstein fertigte Karl Knappe (1884–1970). Lotte Ostertag und Friedrich Gebhart schufen den ursprünglichen Taufstein, der in ein Boden-Mosaik (1956) von Ludwig Becker eingelassen war. Gebhart entwarf auch den Tabernakel (1955), der heute auf einem eigenen Postament steht. Ursprünglich befand er sich auf dem Altar. Das Vortragskreuz von Elisabeth Treskow ist mit Gemmen verziert. Fritz Schwerdt (1901–1970) gestaltete das Hängekreuz der Krypta und die Monstranz. In der Kapelle in der westlichen Konche befinden sich ein Kreuzweg (1955) von Joachim Pick und eine fränkische Madonna aus Holz aus dem 18. Jahrhundert. Ende der 90er Jahre wurde rechts neben dem Altar dank einer Spende ein von Maria Schwarz entworfener Ambo aus Sandstein aufgestellt, der den ursprünglichen Ambo aus Metall ersetzt. Dieser findet jetzt Verwendung in der Krypta. Die ursprüngliche Madonna aus Ton (1954) von Gertrud Scherer befindet sich heute im Kindergarten.

### Umwandlung in ein Trauerzentrum ab 2007
Die Umwandlung der Gemeindekirche in die Kirche des Fachzentrums Trauerseelsorge führte in ihrem Inneren zu zwei liturgischen Akzentsetzungen: Es wurden ein Ort des Taufgedenkens und ein Ort des Totengedenkens eingerichtet. Der Ort des Taufgedenkens umfasste einen Taufbrunnen, der am Schnittpunkt der Laufachsen der beiden Eingänge aufgestellt wurde. Dieser wurde ergänzt durch eine Stele aus Stein, die als Kerzenständer für die Osterkerze dient und an der Stelle des alten Taufbeckens aufgestellt wurde. Das Bodenmosaik von Ludwig Becker wurde in den Eingangsbereich des Zentrums transferiert. Der Ort des Totengedenkens lag vor dem Altarraum zwischen den ersten Reihen der Kirchenbänke und bestand aus einer in den mit Schieferplatten belegten Boden eingefügten und von vier Kerzenleuchtern umstandenen Sandsteinplatte. Auf dieser lag das Totenbuch mit den Namen der Verstorbenen aus der Pfarrei St. Michael (bis 2007) bzw. St. Josef. Bei Requien oder Abschiedsfeiern kann hier der Sarg bzw. Blumen und Kerzen platziert werden. Die Pastoralreferentin Verena Maria Kitz hat zum 1. Januar 2020 die Leitung des Trauerzentrums übernommen und begleitet die Planungen für die erste Urnenbegräbniskirche im Bistum Limburg und arbeitete in Kooperation mit der Stadtkirche an der Neuformatierung des Konzeptes des Zentrums für Trauerpastoral. Ein von Georg Meistermann für die 2005 abgerissene Kirche St. Raphael in Berlin-Gatow geschaffenes Glasfenster wurde 2012 in der Kapelle des Fachzentrums Trauerseelsorge neben der Kirche eingebaut.

### Umgestaltung der Kirche zur Begräbniskirche ab 2025
Bei dem Umbau zur Begräbniskirche im Jahr 2025 für 2500 Urnen erfolgt eine Umgestaltung des Innenraums in neun große und zwei kleinere offene Kreise, die sich in dem langgezogenen Raum verteilen. Darüber hinaus entstehen runde Sitzbereiche auf dem Vorplatz der Kirche und zwei kreisförmige Urnenwände sowie das „Ewigkeitsgrab“ im Kirchgarten nach einem Entwurf des Architektenbüros Meixner, Schlüter und Wendt. bei der Umgestaltung bleibt der lichterfüllte hohe Raum erhalten. Die Urnenplätze werden in 2,50 Meter hohen offenen Ringen angelegt, die ein Motiv des ursprünglichen Architekten der Kirche Rudolf Schwarz aufgreift. Die Öffnung stellt ein Schwelle vom Weltlichen zum Ewigen, zwischen Diesseits und Jenseits dar. Die unterschiedlich weiten Zylinderfragmente sind entlang der von dem Taufbrunnen und dem Altar bestimmten Längsachse angeordnet. Die Figur von Kreis und Zylinder taucht auch in den Außenbereichen in den kreisförmigen Sitzbereichen auf.

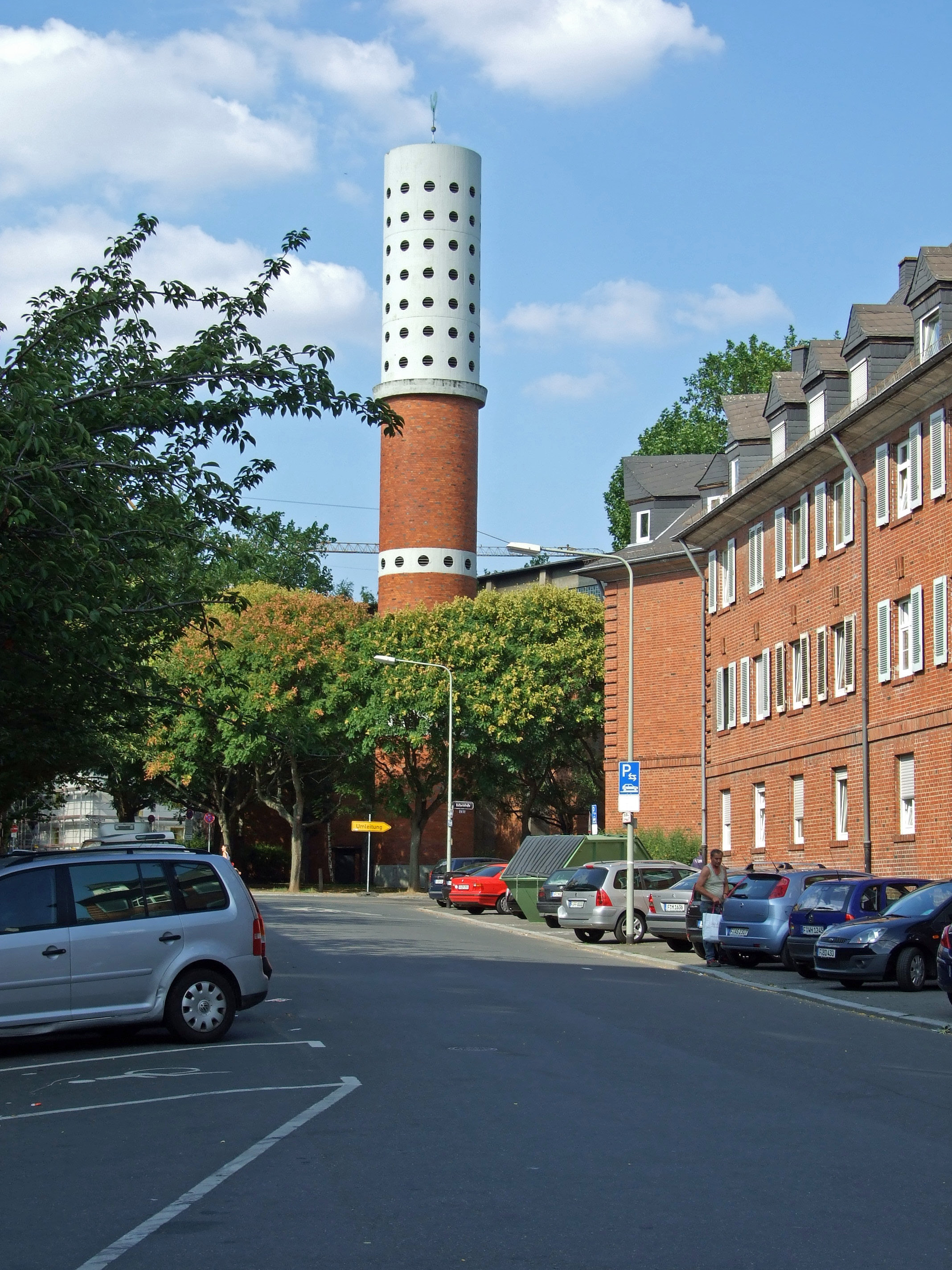
St. Michael
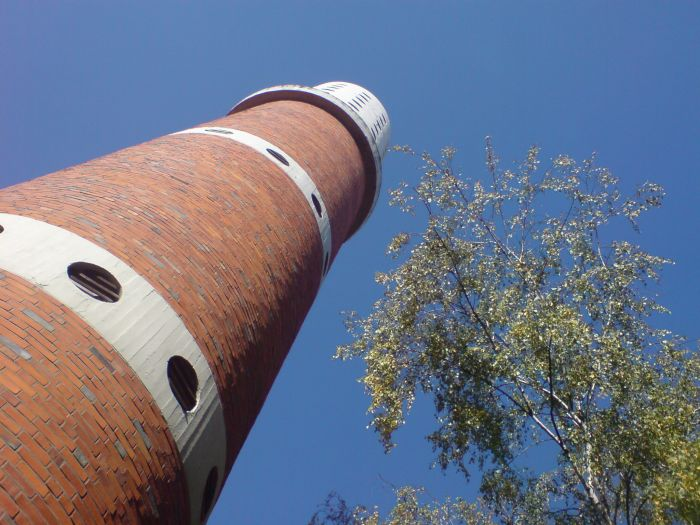
Glockenturm
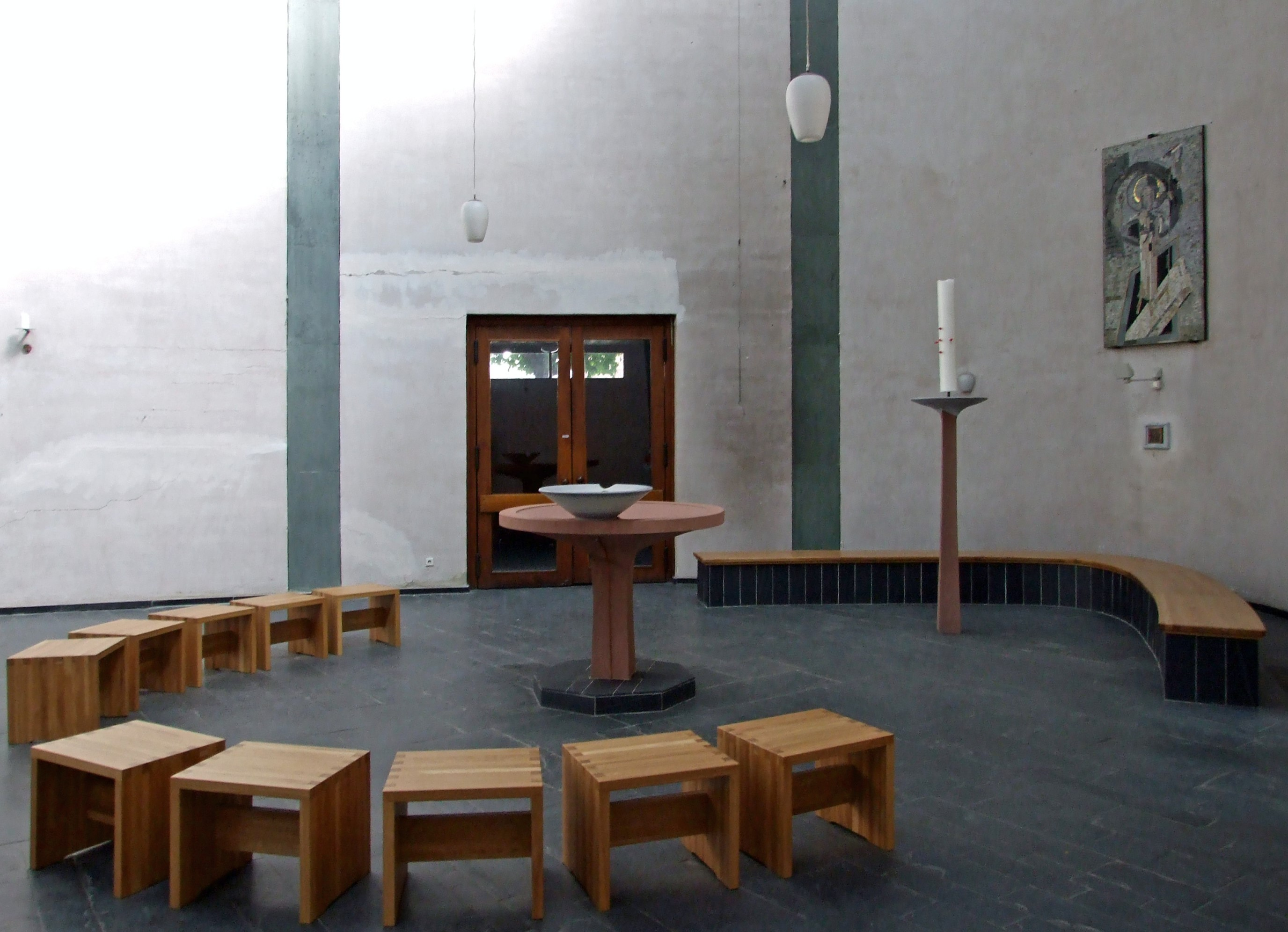
Innenraum (2009)
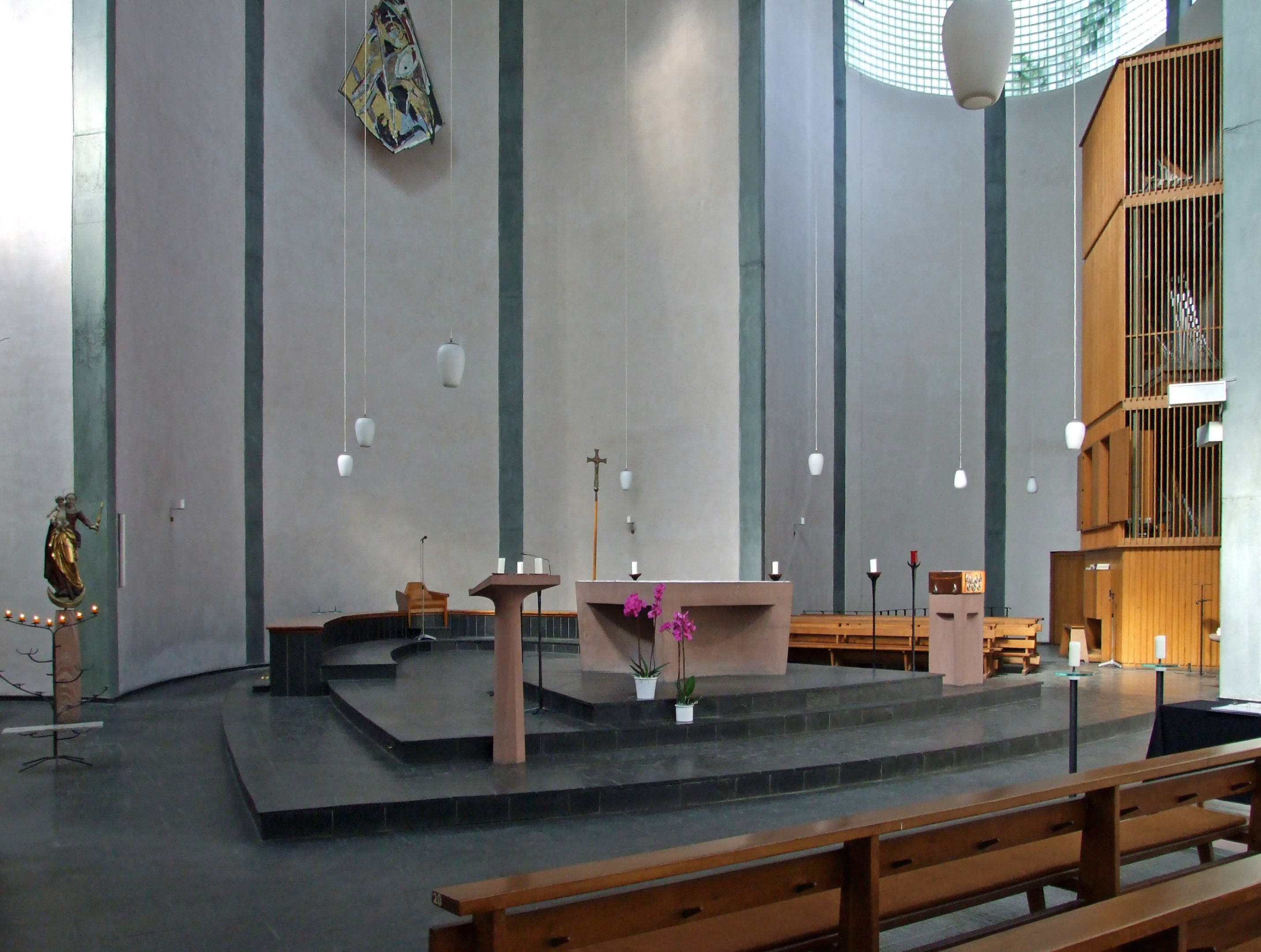
Altarraum (2009)